# Prosopis africana
Prosopis africana là một loài thực vật có hoa trong họ Đậu. Loài này được (Guill. & Perr.) Taub. miêu tả khoa học đầu tiên.